# Palazzo Estense
Il Palazzo Estense di Varese fu una residenza di Francesco III d'Este, Duca di Modena e Reggio, amministratore, capitano generale e poi governatore della Lombardia austriaca.
Il 20 settembre 1755 il duca venne per la prima volta a Varese con il suo seguito, ospite del marchese Menafoglio; durante questo soggiorno maturò forse la decisione di scegliere Varese per costruire il suo palazzo estivo.
Successivamente, il 23 giugno 1765, riuscì ad ottenere Varese come feudo non trasmissibile dall'imperatrice Maria Teresa d'Austria.

## Storia
In corrispondenza del corpo centrale dell'attuale palazzo esisteva già una villa di inizio Settecento appartenente al ricco commerciante Tommaso Orrigoni. La dimora, che seppur in forme diverse era presente nelle mappe cittadine fin dal XVI secolo, nel 1765 venne acquistata dal duca Francesco al fine di rinnovarla ed ampliarla con due ampie ali ad U. Il progetto si ispirò alle dimore italiane ed europee del tempo e per portarlo a termine vennero distrutte alcune case nell'area circostante.

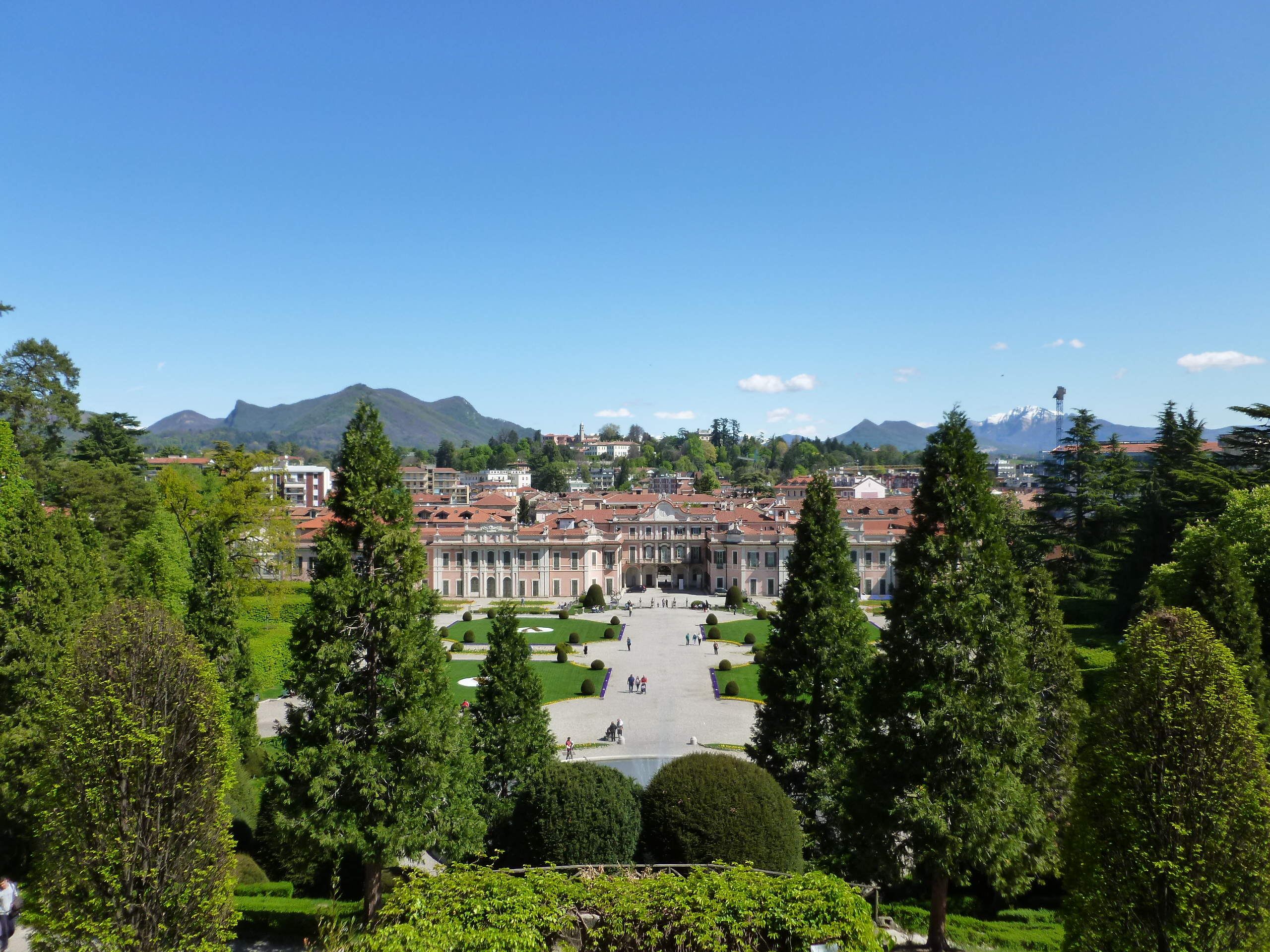
Veduta del palazzo dai giardini.

I lavori si devono all'ingegnere camerale di Milano Giuseppe Antonio Bianchi che a Varese progettò anche Villa Craven di Seyssel d'Aix. Il Bianchi curò inoltre il progetto del parco di Palazzo Estense, modellato a somiglianza di quello del palazzo imperiale di Schönbrunn. La costruzione del parco comportò lo spianamento di un colle che ospitava i ruderi di un edificio fortificato.
Dopo la morte del duca e della sua terza moglie Teresa d'Harrach, la proprietà passò in eredità alla contessa Rosina von Sinzendorf e quindi a sua figlia marchesa Beatrice Serbelloni. Causa gli oneri per la manutenzione, il palazzo venne affittato alla nobiltà lombarda e straniera in villeggiatura. Il grande piazzale di ingresso, utilizzato prima per esercitazioni militari, venne poi venduto per la costruzione di edifici privati.
Passato in eredità ai Trivulzio tramite il marito di Beatrice Serbelloni, il palazzo finì nelle mani di Cristina Archinto Trivulzio, la quale nel 1836 (cioè, tre anni dopo averlo acquisito) lo cedette al dott. Carlo Pellegrini Robbioni, che ridisegnò parzialmente il giardino, modificandolo secondo i canoni del romantici dell'epoca, creando nuovi percorsi attraverso la messa a dimora di numerose specie di conifere.
Adiacenti all'ala ovest del palazzo furono costruiti anche una filanda e un opificio per la lavorazione della seta.
Nel 1850 l'intera proprietà passò nelle mani di Cesare Veratti, nipote del Robbioni, che proseguì nella trasformazione del parco sino a quando, nel 1882, il complesso venne comprato dal Comune di Varese e aperto al pubblico l'anno successivo, prima di essere allargato con l'acquisto della vicina Villa Mirabello.

## Descrizione

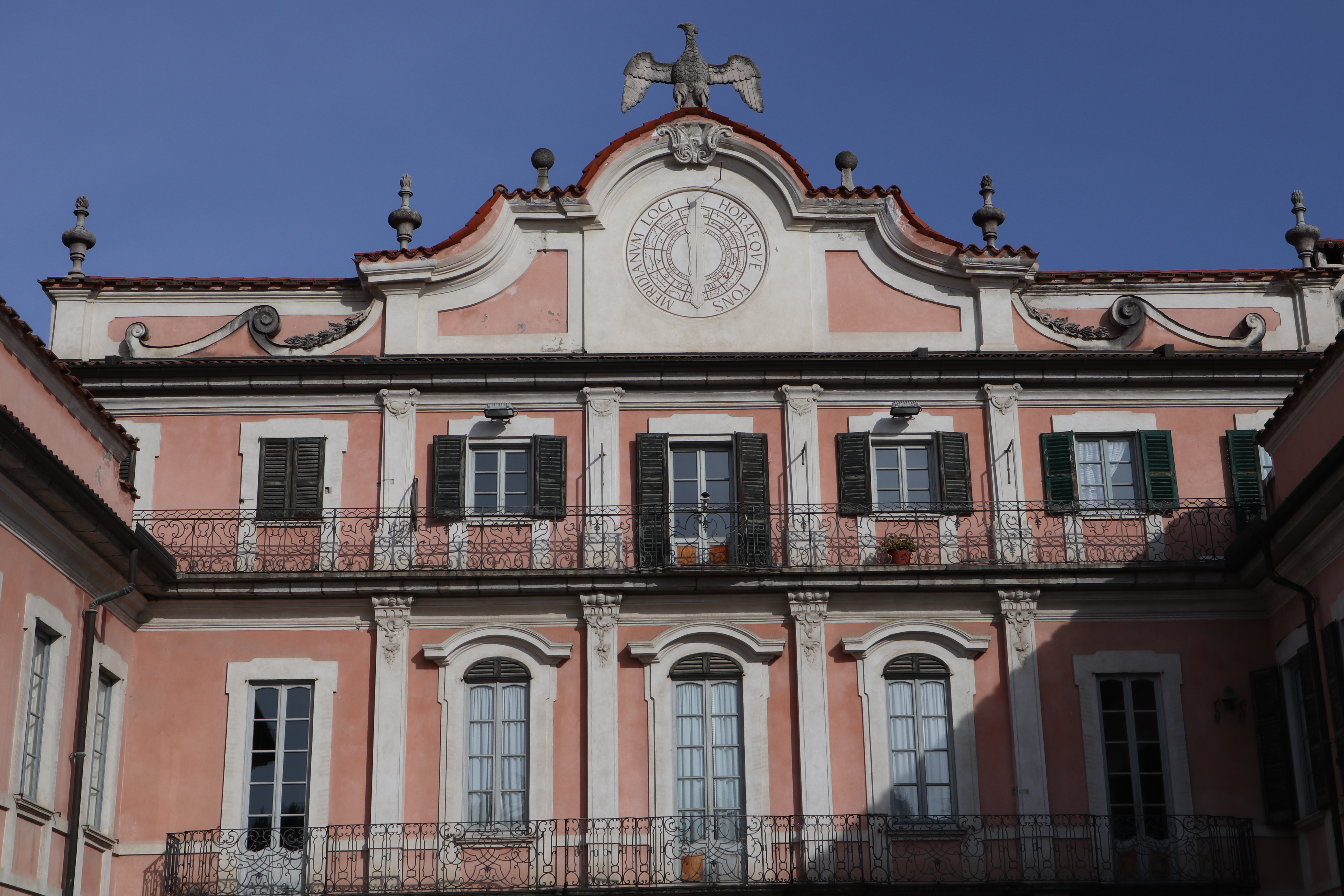
Particolare della facciata nella corte.

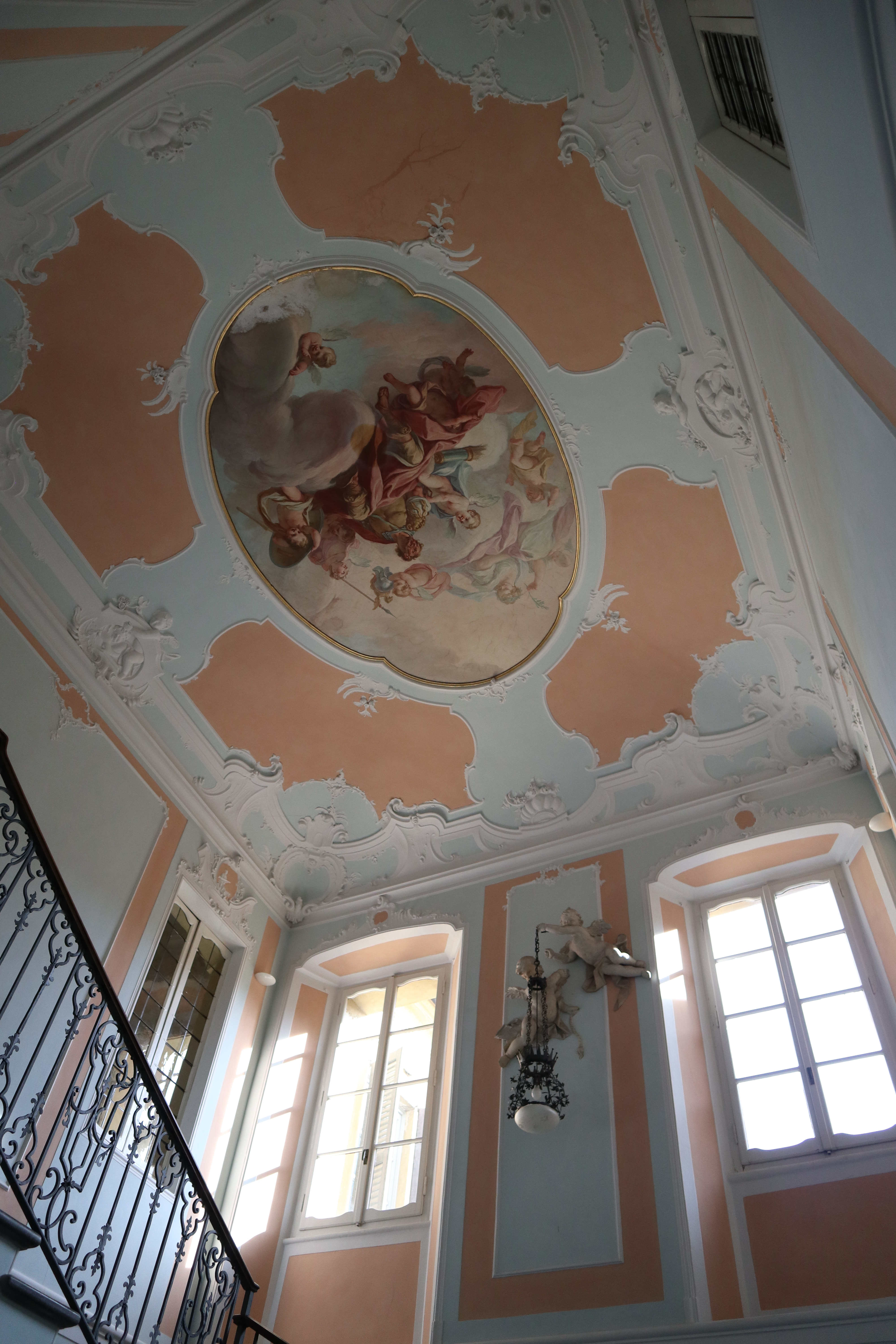
Lo Scalone d'onore.

### Esterni
La sobria facciata rivolta verso il centro della città contrasta con il lato verso il giardino. Le forme sono quelle misurate tipiche del "barocchetto" lombardo, non privo di influssi neoclassici, con paraste e cornici marcapiano in bianco che risaltano sullo sfondo rosa dell'intonaco. Sul frontone si erge una meridiana sormontata dall'aquila ducale.

### Interni
Degli originali ambienti settecenteschi, pochi si sono conservati. A pian terreno si trova il Salone Estense (o "Salone d'onore"), antica sala da pranzo dotata di grande camino in marmi policromi di Antonio Buzzi sormontato da ovale con ritratto del duca, con le architetture illusionistiche dipinte dal Bosellini (1768-69) e il grande medaglione centrale affrescato da Giovan Battista Ronchelli, raffigurante Giove, Venere e Amore, forse allusorio al matrimonio tra Francesco III d'Este e la principessa Renata Teresa d'Harrach. Allo stesso livello dell'edificio trova posto la cappella della villa. Sempre al pian terreno si trova la sala Aldo Montoli, di cui si conservano solo le architetture illusionistiche di Giuseppe Baroffio (1770).
Lo scalone d'onore, che porta al primo piano, conserva l'impostazione e le decorazioni volute da Tommaso Orrigoni.  Ai lati sono dislocate quattro nicchie con busti femminili del settecento.  Sul soffitto un medaglione allegorico con Marte costretto a cedere le armi alla Pace, di Giovan Battista Ronchelli di Castel Cabiaglio. Presenti stucchi con scene di vita campestre e putti reggi lampada in stucco. In origine, lo scalone d'onore conduceva all'ala di pertinenza di Francesco III. Alla nipote Beatrice d'Este erano invece riservate le stanze in cima alla scala che dalla destra dell'ingresso principale conducono al primo piano, spazi che ancora conservano camini d'epoca.
Al piano superiore vi è la Sala da Ballo, oggi usata per i matrimoni, decorata con tele del XVI-XVII secolo. Pregevole la Vergine con Bambino della scuola del Morazzone.  
La balconata in ferro battuto e in parte dorata, che corre lungo il perimetro superiore della sala, era originariamente destinata ai musici che si esibivano nel corso delle feste a palazzo.
La cappella dedicata a San Giovanni Battista, il frontone in legno di quercia e alcune camere da biliardo sono attribuiti all'architetto Lodovico Bolognini, esperto anche di idraulica, che subentrò a Bianchi nel 1779.

### Giardini
Nel parco, modellato a somiglianza di quello del palazzo imperiale di Schönbrunn, si fondono i caratteri del giardino romantico con quello alla francese, ricco di parterres.
Protagonista centrale è un ninfeo, posto su un'altura, costituito da tre nicchie rivestite da concrezioni in tufo e statue.
Per soddisfare la passione del Duca per la caccia, si adattò una parte del parco a roccolo con querce, olmi e castagni.
Le numerose conifere, il magnifico cedro del Libano, alcune magnolie, camelie e tuje furono poste nell'Ottocento su intervento del Robbioni ed eredi.
Sul confine con la proprietà, in continuità con i giardini di palazzo estense, si erge Villa Mirabello, edificata nel corso del XVIII secolo dal Conte Gaetano Stampa di Soncino, nel luogo dov'era stato eretto dal duca il teatrino all'aperto.

## Galleria d'immagini

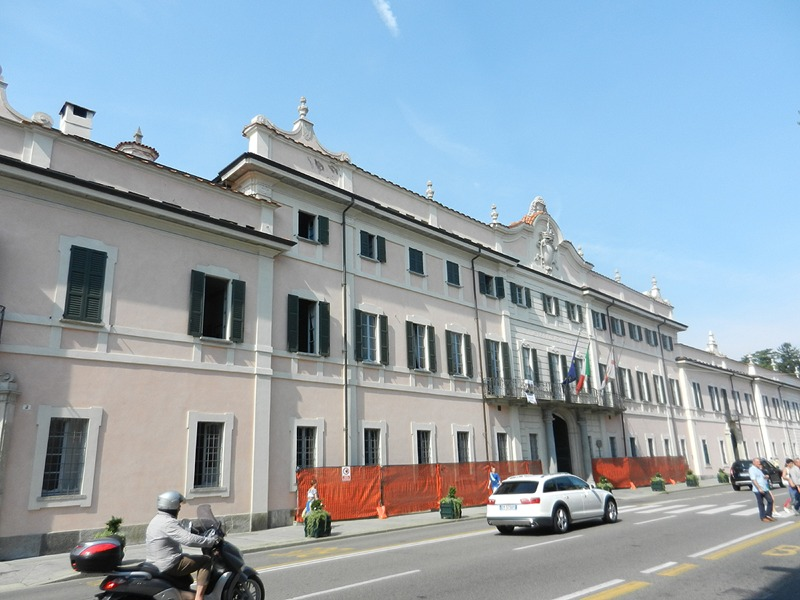
La facciata verso la città
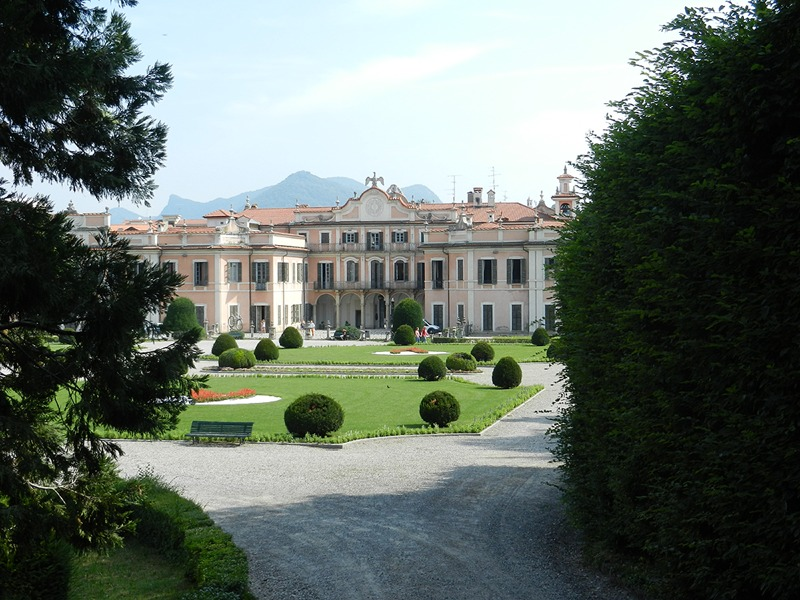
Il fronte verso i giardini
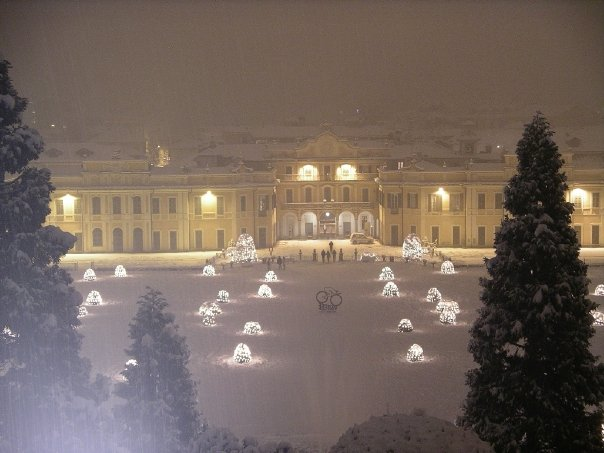
Giardini Estensi e Palazzo Estense d'inverno
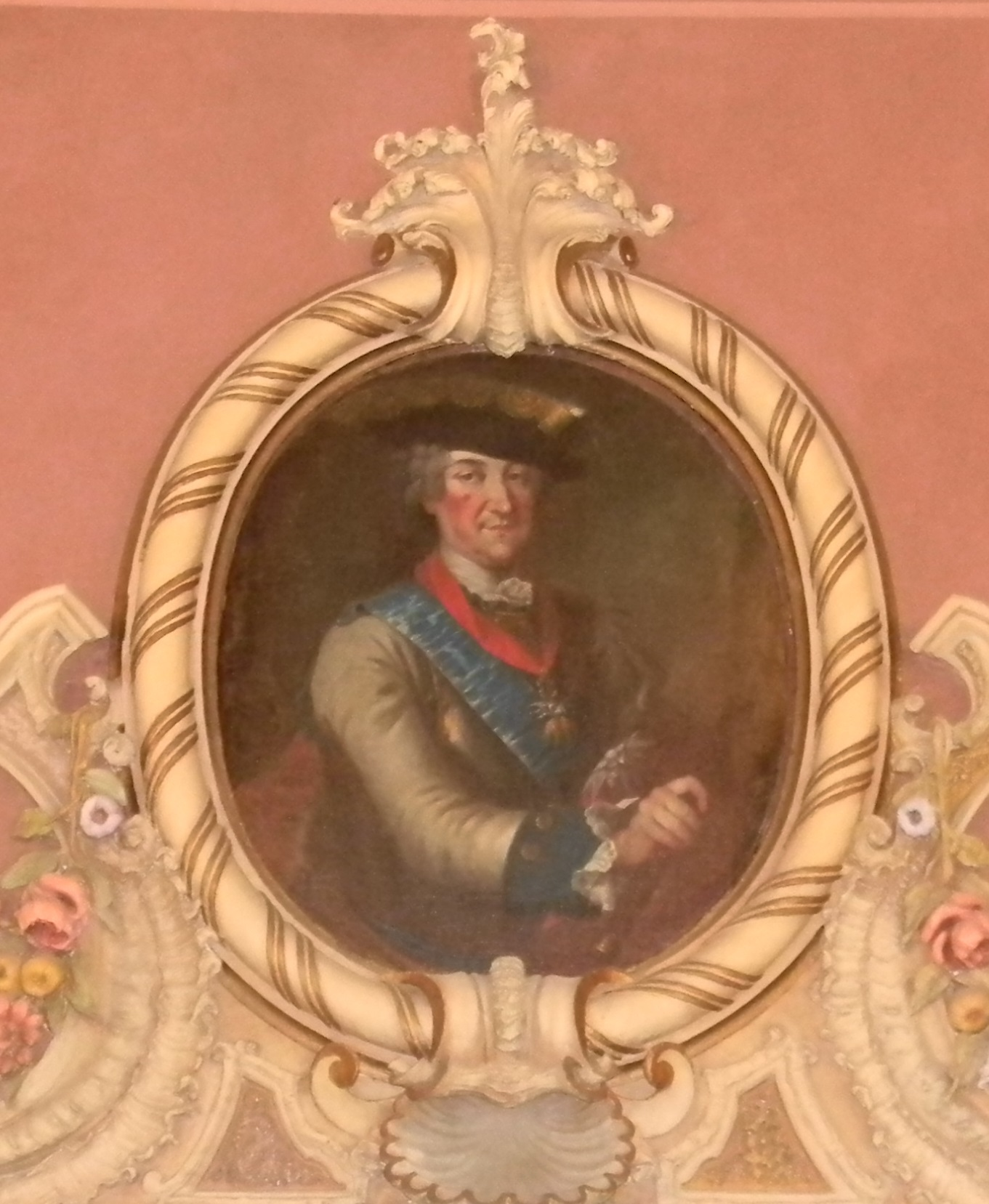
Ritratto di Francesco III posto sul camino del Salone Estense
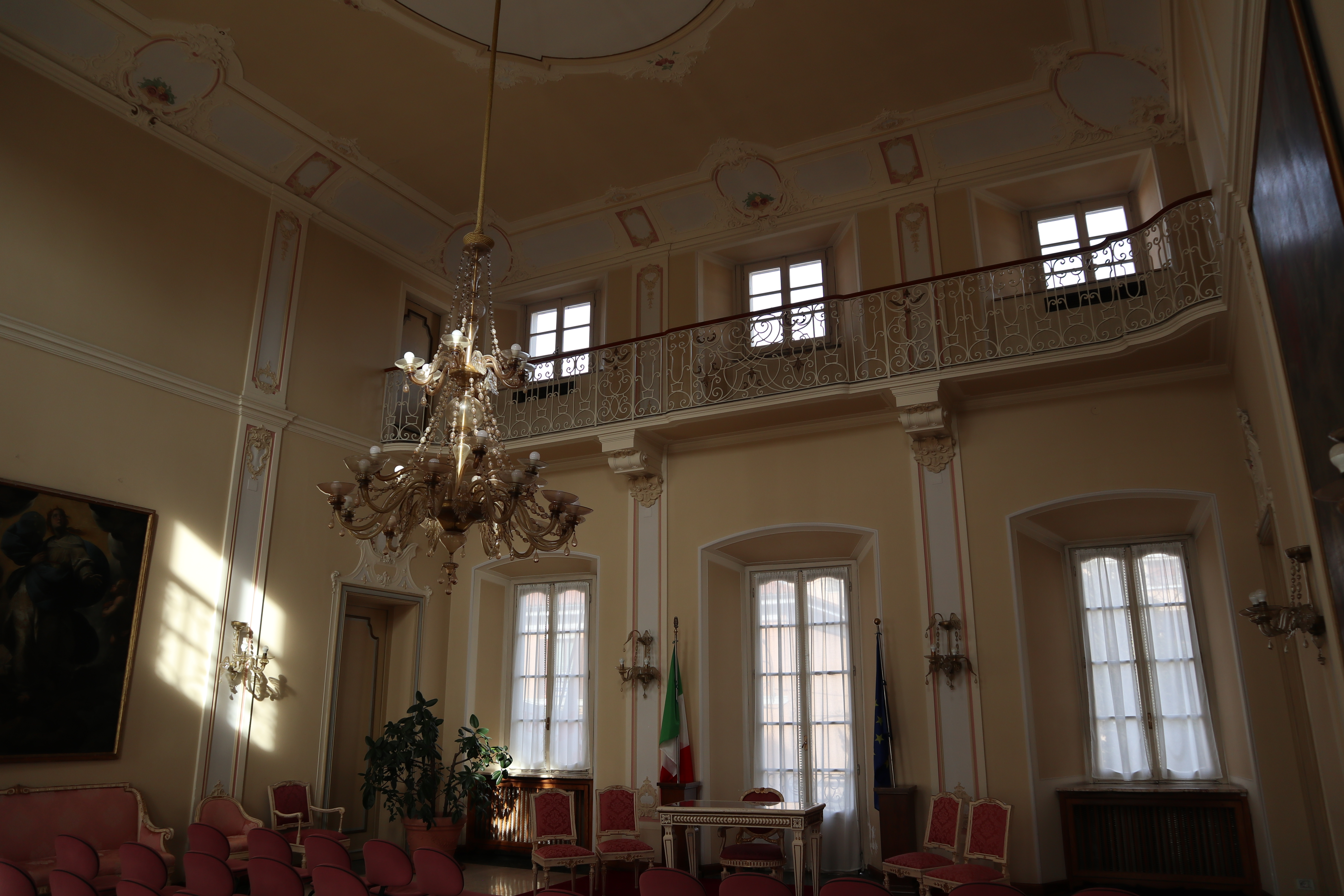
La Sala da Ballo
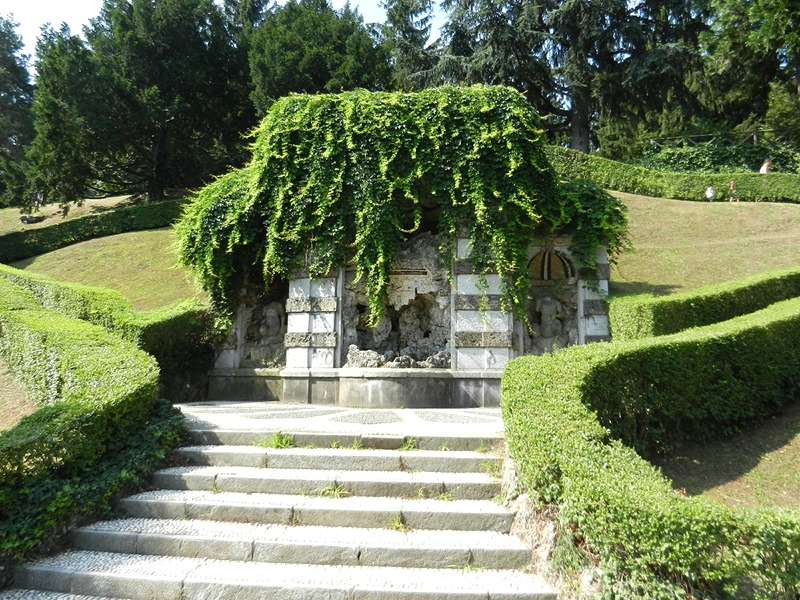
Il ninfeo, con nicchie rivestite da concrezioni in tufo e statue
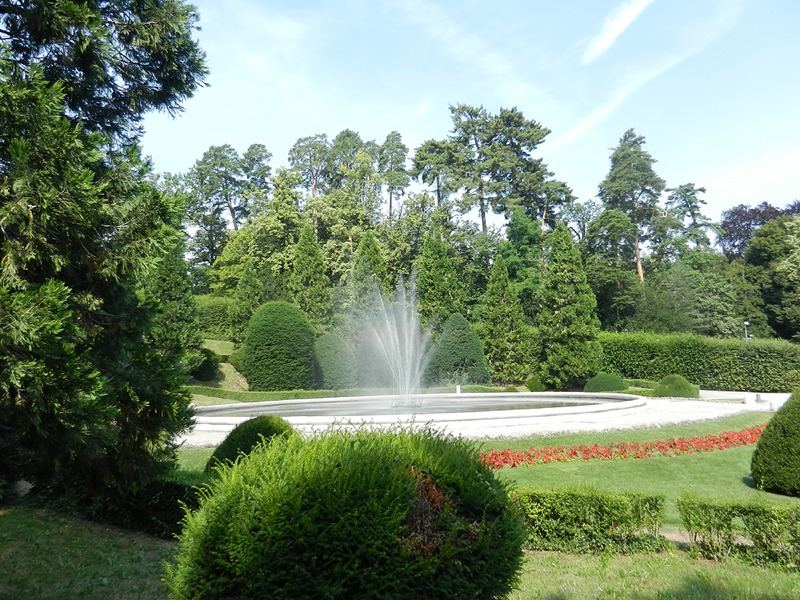
Fontana centrale